# باول ماسفيلد
باول ماسفيلد (بالإنجليزية: Paul Masefield)‏ هو لاعب كرة قدم بريطاني في مركز ظهير ‏، ولد في 21 أكتوبر 1970 في ليتشفيلد في المملكة المتحدة. لعب مع باليستيير خالسا وبرمنغهام سيتي وبريستون نورث إيند وتانجونغ باغار يونايتد وستوكبورت كونتي ونادي إكزتر سيتي ونادي تشيلتنهام تاون ونادي دونكاستر روفرز ونادي يميريك.